# Pedinopistha stigmatica
Pedinopistha stigmatica är en spindelart som först beskrevs av Simon 1900.  Pedinopistha stigmatica ingår i släktet Pedinopistha och familjen snabblöparspindlar. Inga underarter finns listade i Catalogue of Life.